# Crouttes
Crouttes település Franciaországban, Orne megyében. Lakosainak száma 304 fő (2022. január 1.). Crouttes Val-de-Vie, Camembert, Les Champeaux, Le Renouard, Vimoutiers és Livarot-Pays-d'Auge községekkel határos.

## Népesség
A település népességének változása:
| Lakosok száma | 314  | 315  | 321  | 306  | 306  | 303  | 301  | 303  | 304  |
|               | 2013 | 2015 | 2016 | 2017 | 2018 | 2019 | 2020 | 2021 | 2022 |